# 亚伯拉罕·鲍德温
亚伯拉罕·鲍德温（英語：Abraham Baldwin，1754年11月22日—1807年3月4日），来自美国乔治亚州，是一名政治人物、爱国主义者及开国元勋。他曾代表乔治亚州出席大陆会议，并于美国宪法正式通过后，在美国众议院及参议院任职。他同时还是乔治亚大学的创始人和校长。

## 牧师生涯
在当地的一所乡村学校毕业后，鲍德温于1772年从坐落于康涅狄格州纽黑文县的耶鲁大学毕业，并攻读神学学位。在那里，他成为了林奈学会的成员。三年后，他出任学校的牧师及教员，直至1779年。此后，他在大陆军康涅狄格军队里做从军牧师。但随军生涯里，并未参与到战争中。
两年后，他拒绝了耶鲁授予他的神学教授职位，也并未在战后继续他的牧师及教育工作；相反，他转而攻读法律，并于1773年取得律师执照。

## 政治家生涯
1787年，他与威廉·费、威廉·休斯顿、威廉·皮尔斯代表乔治亚州出席大陆会议，最终他改变以往的小型国家主张，进而趋向于一个拥有全国性参议院的政治版图，最后他签署了美国宪法。1789年后，他被选为美国众议员议员；1799年改任美国参议员议员，其中还有一次担任参议院临时议长。政治立场上，他被视为是民主共和党的温和派领袖、詹姆斯·麦迪逊和托马斯·杰弗逊的盟友；以及亚历山大·汉密尔顿的反对者。
在1785至1801年间，即乔治亚大学初始建校阶段，鲍德温出任首任校长。1801年，乔治亚大学的前身——富兰克林学院（英語：Franklin College of Arts and Sciences）开始招生。约西亚·梅格斯作为鲍德温的继任校长，迎来了学院的首届学生。而这个学院在建筑风格上，正是以鲍德温的母校耶鲁为原型。乔治亚大学的吉祥物——乔治亚斗牛犬，也是出自鲍德温之手，而它正是耶鲁大学的吉祥物（耶鲁斗牛犬）。
在此之后，鲍德温倾心于乔治亚州的立法事务，仰赖于他作为铁匠儿子的童年经历，他能够在粗野的边境开荒者和那些从事海域养殖的贵族农场主之间相处得游刃有余。他成为最杰出的立法者之一，并推动一些重大措施，包括了此前争议纷纷的覆盖整个乔治亚州的教育法案。

## 去世及纪念
1807年3月4日，53岁的鲍德温逝世，当时他正代表乔治亚州担任美国参议员。当月下旬，《萨瓦纳共和党人报》（Savannah Republican）及《萨瓦纳晚报》（Savannah Evening Ledger）重印了这位政治家的悼词。这悼词首次刊登在一份华盛顿地区的报纸上：“他是乔治亚大学的创始人，他总是以无限的辛勤和耐心起草法案，去并驱除偏见、克服苦难，最终说服议会通过。”
他的遗体安葬于岩溪墓地。
美国邮政管理局将他的头像印在“伟大的美国人”系列中的7分邮票上，以示纪念。
很多地名和机构名称都以他命名，其中包括阿拉巴马州的鲍德温郡、乔治亚州的鲍德温郡，乔治亚州蒂夫顿的亚伯拉罕·鲍德温农业学院，康涅狄格州吉尔福特的亚伯拉罕·鲍德温中学，以及威斯康辛州麦迪逊、乔治亚州阿森斯的鲍德温街。乔治亚大学在其历史著名的北校区广场上建立了他的雕像，以纪念他们的建校之父鲍德温。

## 外部連結
- 亚伯拉罕·鲍德温－美國國會國家人物傳記大辭典

| 美国众议院               | 美国众议院                                                   | 美国众议院                    |
| ------------------------ | ------------------------------------------------------------ | ----------------------------- |
| 前任者： 新创立          | 美國乔治亚州（第2選區）眾議員 1789年3月4日 – 1793年3月4日    | 繼任者： 转为代表全区         |
| 前任者： 转自第2选区     | 美國乔治亚州（第全区選區）眾議員 1793年3月4日 - 1799年3月4日 | 繼任者： 詹姆斯·琼斯 (参议员) |
| 美国参议院               |                                                              |                               |
| 前任者： 约西亚·塔特纳尔 | 美國乔治亚（第2類）參議員 1799年3月4日 – 1807年3月4日        | 繼任者： 乔治·琼斯            |
| 官衔                     |                                                              |                               |
| 前任： 詹姆斯·希尔豪斯   | 美国参议院临时议长 1801年12月7日 – 1802年12月13日            | 繼任： 斯蒂芬·R·布拉德利      |